# G! Festival
G! Festival – festiwal muzyczny, odbywający się co roku przez trzy dni lipca, w miejscowości Syðrugøta na Wyspach Owczych. Jest to jeden z dwóch (obok Summarfestivalurin) największych festiwali na tym archipelagu. Występują na nim artyści reprezentujący różne gatunki muzyczne.

## Historia festiwalu

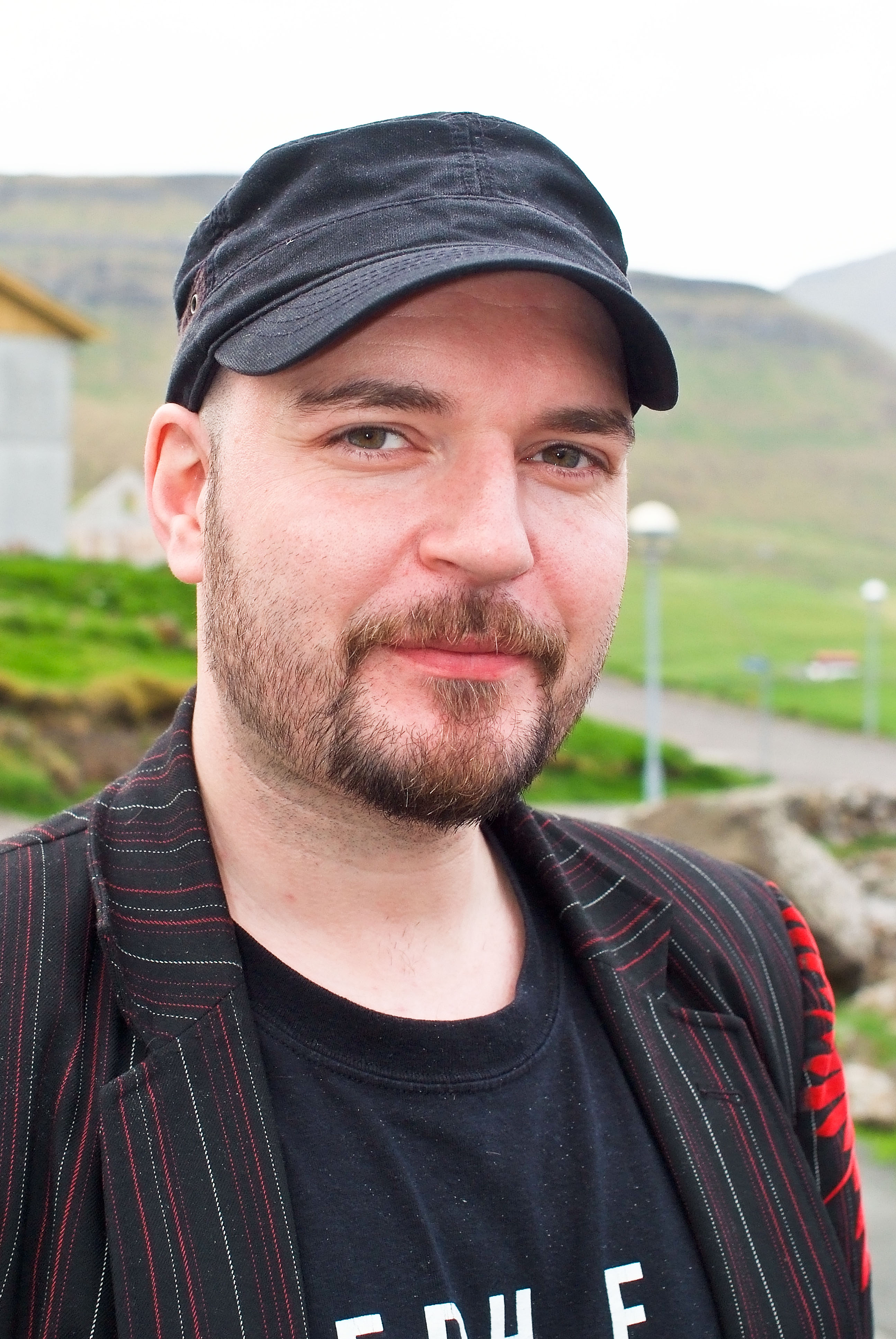
Jón Tyril

G! Festival powstał z inicjatywy Sólarna Solmunde'a oraz Jóna Tyrila, farerskiego muzyka, obecnego organizatora festiwalu. Pierwszy raz impreza odbyła się w roku 2002 - sprzedano wtedy 800 biletów, a na scenie pojawili się głównie lokalni muzycy. Festiwal zyskiwał na popularności: w 2003 sprzedano 2500 biletów, a rok później 3000. W 2003 pojawili się artyści spoza Wysp Owczych, między innymi fiński Bomfunk MC’s.
W latach 2005–2006 liczba sprzedanych biletów wzrosła do 6000. Poza oficjalnymi miejscami, z okolicznych wzgórz oraz łodzi na zatoce Gøtuvík, widowisko obserwować mogło do 4000 osób.
W 2005 Jón Tyril otrzymał Nagrodę im. M.A. Jacobsena za wspieranie rozwoju kultury poprzez organizowanie G! Festivalu.
Od 2007 G! Festival współpracuje z islandzkim Iceland Airwaves. Co roku jeden z wykonawców G! Festivalu ma wystąpić także na Iceland Airwaves i odwrotnie.

## Artyści występujący na G! Festival
Wybrani artyści którzy wystąpili na festiwalu:
- 2002: Clickhaze (FO), Enekk (FO), Hanus Johansen (FO) i MC Hár (FO)[2].
- 2003: Bomfunk MC’s (FIN), Clickhaze (FO), Glorybox (DK), Úlpa (ISL), Xploding Plastix (NO)[2].
- 2004: Eivør Pálsdóttir (FO), Kashmir (DK), Lisa Ekdahl (SWE), Russ Taff (USA)[2].
- 2005: Afenginn (DK), Eivør Pálsdóttir (FO), Europe (SWE), Glenn Kaiser (USA), Hjálmar (ISL)[2].
- 2006: Beth Hart (USA), Eivør Pálsdóttir (FO), Kaizers Orchestra (NOR), Infernal (DK), Outlandish (DK), The Holmes Brothers (USA)[2][3].
- 2007: Boys in a Band (FO), Deja Vu (FO), Eivør Pálsdóttir (FO), Gestir (FO), Guillemots (Wielka Brytania), Natasha Bedingfield (UK), Nephew (DK), Petur Pólson (FO), Polkaholix (DE), Serena-Maneesh (NOR), SIC (FO), The Dixie Hummingbirds (USA), Young Dubliners (USA)[2][3].
- 2008: Orka (FO)[3].
- 2009: 200 (FO), Boys in a Band (FO), Familjen (SWE), Heiðrik (FO), Katzenjammer (NOR), Lena Andersen (FO), Orka (FO), SIC (FO), Spleen United (DK), Valravn (DK/FO)[3].
- 2010: Afenginn (DK), Analog Norð (NOR), Annika Hoydal (FO), Arch Enemy (SWE), Bárujarn (ISL), Brandur (FO), Djuna Barnes (DK), Eivør Pálsdóttir (FO), Froðbiar Sóknar Bluesorkestur (FO), Ghost (FO), Hamferð (FO), Kill Em All (UK), Lucy Love (DK), Lyon (FO), Moto Boy (SWE), Nephew (DK), Sakaris (FO), Týr (FO)[4].
- 2011: Meshuggah (SWE), Movits! (SWE), The Tennessee Mafia Jug Band  (USA)[5].